# Сомбомозеро
Сомбомозеро — пресноводное озеро на территории Куганаволокского сельского поселения Пудожского района Республики Карелии.

## Общие сведения
Площадь озера — 3,1 км², площадь водосборного бассейна — 39,1 км². Располагается на высоте 142,1 метров над уровнем моря.
Форма озера подковообразная, продолговатая: оно более чем на три километра вытянуто с северо-запада на юго-восток. Берега каменисто-песчаные, местами заболоченные.
Из восточной оконечности озера вытекает река Сомбоба, впадающая в Водлозеро.
В озере расположено не менее трёх небольших безымянных островов.
Населённые пункты и автодороги вблизи водоёма отсутствуют.
Код объекта в государственном водном реестре — 01040100311102000019046.